# Sozialgericht Schleswig

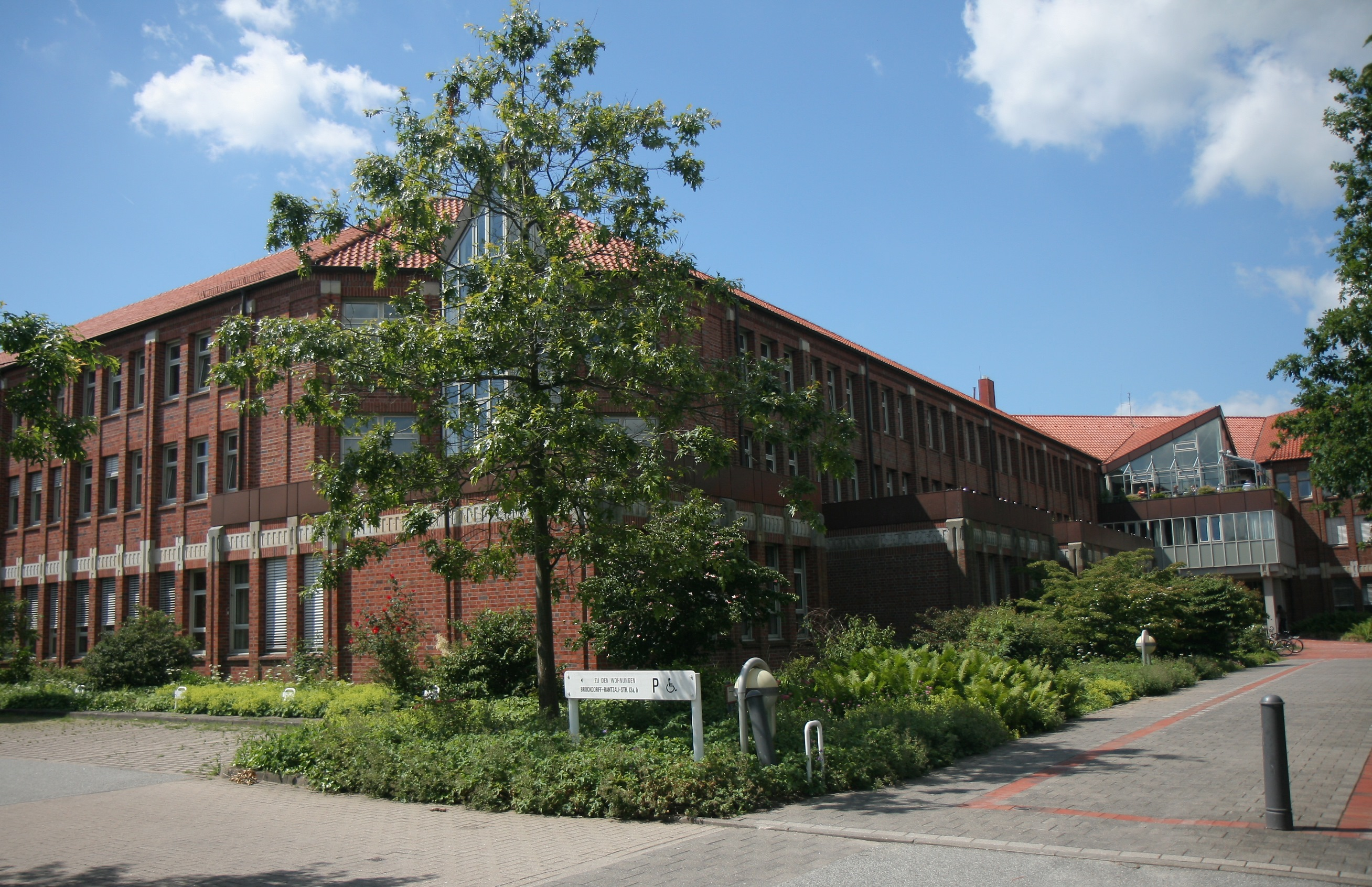
Gerichtsgebäude

Das Sozialgericht Schleswig ist ein Gericht der Sozialgerichtsbarkeit. Das Gericht ist eines von vier Sozialgerichten in Schleswig-Holstein.

## Gerichtssitz und -bezirk
Das Gericht hat seinen Sitz in der Stadt Schleswig.
Es ist örtlich für die Stadt Flensburg, den Kreis Schleswig-Flensburg, den Kreis Nordfriesland sowie seit dem 1. April 2011 auch wieder für den Kreis Rendsburg-Eckernförde zuständig. Der Gerichtsbezirk ist damit etwa 6400 km2 groß. In ihm leben ungefähr 723.000 Einwohner. Die sachliche Zuständigkeit ergibt sich aus dem Sozialgerichtsgesetz.
Schleswig-Holsteins Justizministerin Kerstin von der Decken plante im Herbst 2024, Teile der Fachgerichtsbarkeit an einem Ort zu konzentrieren. Alle Arbeits- und Sozialgerichte in der Fläche würden dazu geschlossen und an einem noch zu bestimmenden Standort zusammengezogen. Es gäbe bei den Gerichtsgebäuden einen erheblichen Sanierungsstau, zudem sei es schwierig, die Organisationseinheiten personell aufrechtzuerhalten.

## Gerichtsleitung
Direktorin des Sozialgerichts Schleswig ist Anja Breindl, die auf Eckhard Pawelzik folgte.

## Gerichtsgebäude
Das Gerichtsgebäude des Sozialgerichts Schleswig befindet sich in der Brockdorff-Rantzau-Straße 13. In diesem Gebäude sind auch untergebracht: Schleswig-Holsteinisches Oberverwaltungsgericht,  Schleswig-Holsteinisches Verwaltungsgericht und das Schleswig-Holsteinische Landessozialgericht.

## Übergeordnete Gerichte
Auf Landesebene ist das Schleswig-Holsteinische Landessozialgericht das übergeordnete Gericht. Es ist ebenfalls in Schleswig angesiedelt. Diesem ist wiederum das Bundessozialgericht in Kassel übergeordnet.